# Roshan Pura alias Dichaon Khurd
Roshan Pura alias Dichaon Khurd là một thị trấn thống kê (census town) của quận South West thuộc bang Delhi, Ấn Độ.

## Nhân khẩu
Theo điều tra dân số năm 2001 của Ấn Độ, Roshan Pura alias Dichaon Khurd có dân số 38.580 người. Phái nam chiếm 54% tổng số dân và phái nữ chiếm 46%. Roshan Pura alias Dichaon Khurd có tỷ lệ 71% biết đọc biết viết, cao hơn tỷ lệ trung bình toàn quốc là 59,5%: tỷ lệ cho phái nam là 77%, và tỷ lệ cho phái nữ là 64%. Tại Roshan Pura alias Dichaon Khurd, 15% dân số nhỏ hơn 6 tuổi.